# Графенгехайг
Графенгехайг (нем. Grafengehaig) — община в Германии, в земле Бавария. Подчиняется административному округу Верхняя Франкония. Входит в состав района Кульмбах. Население составляет 971 человек (на 31 декабря 2009 года). Занимает площадь 20,80 км².

## Административное деление
Коммуна подразделяется на 27 сельских округов:
- Броменхоф (нем. Bromenhof)
- Вайглас (нем. Weiglas)
- Вайдмес (нем. Weidmes)
- Вайсенштайн (нем. Weißenstein)
- Вальбернгрюн (нем. Walberngrün)
- Вальдхермес (нем. Waldhermes)
- Графенгехайг (нем. Grafengehaig)
- Гуттенбергер Хаммер (нем. Guttenberger Hammer)
- Зайферсройт (нем. Seifersreuth)
- Мезетмюле (нем. Mesethmühle)
- Мельтхаумюле (нем. Mehlthaumühle)
- Обервайсенштайн(нем. Oberweißenstein)
- Раппетенройт (нем. Rappetenreuth)
- Фолльауф (нем. Vollauf)
- Фолльауфмюле (нем. Vollaufmühle)
- Фордерерб (нем. Vordererb)
- Хетценхоф (нем. Hetzenhof)
- Хёххоф (нем. Höhhof)
- Хинтерерб (нем. Hintererb)
- Хоенройт (нем. Hohenreuth)
- Хорбах (нем. Horbach)
- Хюбнерсмюле (нем. Hübnersmühle)
- Хюттенбах (нем. Hüttenbach)
- Цегаст (нем. Zegast)
- Шиндельвальд (нем. Schindelwald)
- Шлокенау (нем. Schlockenau)
- Эппенройт (нем. Eppenreuth)

## Население
По оценке на 31 декабря 2015 года население общины Графенгехайг составляет 887 чел. 

| Дата      | 1840 | 1871 | 1900 | 1925 | 1939 | 1950 | 1961 | 1970 | 1987 | 2011 |
| --------- | ---- | ---- | ---- | ---- | ---- | ---- | ---- | ---- | ---- | ---- |
| Население | 2169 | 2346 | 2098 | 1750 | 1517 | 1935 | 1589 | 1431 | 1109 | 945  |

| Год       | 1960 | 1970 | 1980 | 1990 | 2000 | 2009 | 2010 | 2011 | 2012 | 2013 | 2014 | 2015 |
| --------- | ---- | ---- | ---- | ---- | ---- | ---- | ---- | ---- | ---- | ---- | ---- | ---- |
| Население | 1591 | 1434 | 1226 | 1097 | 1095 | 971  | 958  | 946  | 918  | 914  | 875  | 887  |